# Globus d'Or a la millor sèrie de televisió dramàtica
El Globus d'Or a la millor sèrie de televisió dramàtica (títol original en anglès:Golden Globe Award for Best Television Series – Drama) és un dels premis del Globus d'Or entregat a la millor sèrie de TV dramàtica.

## Millors sèries de TV
En negreta guanyador, subratllat les finalistes.

### Dècada del 1960
- 1962: The Dick Powell Show
- 1963: The Richard Boone Show
  - Bonanza
  - The Defenders
  - The Eleventh Hour
  - Rawhide
- 1964: The Rogues
  - 12 O'Clock High
  - The Munsters
  - The Red Skelton Hour
  - Wendy and Me
- 1965: The Man from U.N.C.L.E.
  - Frank Sinatra: A Man and His Music
  - Get Smart
  - I Spy
  - My Name Is Barbra
- 1966: I Spy
  - The Fugitive
  - The Man from U.N.C.L.E.
  - Run for Your Life
  - That Girl
- 1967: Mission: Impossible
  - The Carol Burnett Show
  - The Dean Martin Show
  - Garrison's Gorillas
  - Rowan & Martin's Laugh-In
- 1968: Rowan & Martin's Laugh-In
  - The Carol Burnett Show
  - The Doris Day Show
  - Julia
  - The Name of the Game

## Millors sèries de TV  – Drama

### Dècada del 1960
- 1969: Marcus Welby, M.D.
  - Bracken's World
  - The Mod Squad
  - Mannix
  - Room 222

### Dècada del 1970
| - 1970: Medical Center – CBS - The Bold Ones: The Senator - Marcus Welby, M.D. - The Mod Squad – ABC - The Young Lawyers - 1971: Mannix - Marcus Welby, M.D. - Medical Center - The Mod Squad – ABC - O'Hara, U.S. Treasury - 1972: Columbo – NBC - America: A Personal History of the United States - Mannix - Medical Center - The Waltons – CBS - 1973: The Waltons – CBS - Cannon – CBS - Columbo – NBC - Hawkins - Mannix - Police Story - 1974: Upstairs, Downstairs - Columbo – NBC - Kojak – CBS - Police Story - The Streets of San Francisco - The Waltons – CBS | - 1975: Kojak – CBS - Baretta – ABC - Columbo – NBC - Petrocelli - Police Story - 1976: Rich Man, Poor Man – ABC - The Captains and the Kings - Charlie's Angels – ABC - Family – ABC - Little House on the Prairie – NBC - 1977: Roots – ABC - Charlie's Angels – ABC - Columbo – NBC - Family – ABC - Starsky and Hutch – ABC - Upstairs, Downstairs - 1978: 60 Minutes – CBS (nominació refusada per Don Hewitt) - Battlestar Galactica – ABC - Family – ABC - Holocaust – NBC - Lou Grant – CBS - 1979: Lou Grant – CBS - Backstairs at the White House - Centennial - Dallas – CBS - The Rockford Files – NBC - Roots: The Next Generations – ABC |

### Dècada del 1980
| - 1980: Shōgun – NBC - Dallas – CBS - Hart to Hart – ABC - Lou Grant – CBS - Vega$ – CBS - The Scarlett O'Hara War - 1981: Hill Street Blues – NBC - Dallas – CBS - Dynasty – ABC - Hart to Hart – ABC - Lou Grant – CBS - 1982: Hill Street Blues – NBC - Dallas – CBS - Dynasty – ABC - Hart to Hart – ABC - Magnum, P.I. – CBS - 1983: Dynasty – ABC - Cagney & Lacey – CBS - Dallas – CBS - Hart to Hart – ABC - Hill Street Blues – NBC - 1984: Murder, She Wrote – CBS - Cagney & Lacey – CBS - Dynasty – ABC - Hill Street Blues – NBC - St. Elsewhere – NBC | - 1985: Murder, She Wrote – CBS - Cagney & Lacey – CBS - Dynasty – ABC - Miami Vice – NBC - St. Elsewhere – NBC - 1986: L.A. Law – NBC - Cagney & Lacey – CBS - Dynasty – ABC - Miami Vice – NBC - Murder, She Wrote – CBS - St. Elsewhere – NBC - 1987: L.A. Law – NBC - La Bella i la Bèstia (Beauty and the Beast) – CBS - Murder, She Wrote – CBS - St. Elsewhere – NBC - Thirtysomething – ABC - A Year in the Life – NBC - 1988: thirtysomething – ABC - La Bella i la Bèstia (Beauty and the Beast) – CBS - L.A. Law – NBC - Murder, She Wrote – CBS - Wiseguy – CBS - 1989: China Beach – ABC - In the Heat of the Night – NBC - L.A. Law – NBC - Murder, She Wrote – CBS - Thirtysomething – ABC - Wiseguy – CBS |

### Dècada del 1990
| - 1990: Twin Peaks – ABC - China Beach – ABC - In the Heat of the Night – NBC - L.A. Law – NBC - thirtysomething – ABC - 1991: Northern Exposure – CBS - Beverly Hills, 90210 – FOX - I'll Fly Away – NBC - L.A. Law – NBC - Law & Order – NBC - 1992: Northern Exposure – CBS - Beverly Hills, 90210 – FOX - Homefront – ABC - I'll Fly Away – NBC - Sisters – NBC - 1993: NYPD Blue – ABC - Dr. Quinn, Medicine Woman – CBS - Law & Order – NBC - Northern Exposure – CBS - Picket Fences – CBS - The Young Indiana Jones Chronicles – ABC - 1994: The X-Files – FOX - Chicago Hope – CBS - ER – NBC - NYPD Blue – ABC - Picket Fences – CBS | - 1995: Party of Five – FOX - Chicago Hope – CBS - ER – NBC - Murder One – ABC - NYPD Blue – ABC - 1996: The X-Files – FOX - Chicago Hope – CBS - ER – NBC - NYPD Blue – ABC - Party of Five – FOX - 1997: The X-Files – FOX - Chicago Hope – CBS - ER – NBC - Law & Order – NBC - NYPD Blue – ABC - 1998: The Practice – ABC - ER – NBC - Felicity – The WB - Law & Order – NBC - The X-Files – FOX - 1999: The Sopranos – HBO - ER – NBC - Once and Again – ABC - The Practice – ABC - The West Wing – NBC |

### Dècada del 2000
| - 2000: The West Wing – NBC - CSI: Crime Scene Investigation – CBS - ER – NBC - The Practice – ABC - The Sopranos – HBO - 2001: Six Feet Under – HBO - 24 – Fox - Alias – ABC - CSI: Crime Scene Investigation – CBS - The Sopranos – HBO - The West Wing – NBC - 2002: The Shield – FX - 24 – Fox - Six Feet Under – HBO - The Sopranos – HBO - The West Wing – NBC - 2003: 24 – Fox - CSI: Crime Scene Investigation – CBS - Nip/Tuck -FX - Six Feet Under – HBO - The West Wing – NBC - 2004: Nip/Tuck – FX - 24 – Fox - Deadwood – HBO - Lost – ABC - The Sopranos – HBO | - 2005: Lost – ABC - Commander in Chief – ABC - Grey's Anatomy – ABC - Prison Break – Fox - Rome – HBO - 2006: Grey's Anatomy – ABC - 24 – Fox - Big Love – HBO - Heroes – NBC - Lost – ABC - 2007: Mad Men – AMC - Big Love – HBO - Damages – FX - Grey's Anatomy – ABC - House – Fox - The Tudors – Showtime - 2008: Mad Men – AMC - Dexter – Showtime - House – Fox - In Treatment – HBO - True Blood – HBO - 2009: Mad Men – AMC - Big Love – HBO - Dexter – Showtime - House – Fox - True Blood – HBO |

### Dècada del 2010
| - 2010: Boardwalk Empire – HBO - Dexter – Showtime - The Good Wife – CBS - Mad Men – AMC - The Walking Dead (sèrie de televisió) – AMC - 2011: Homeland – Showtime - American Horror Story – FX - Boardwalk Empire – HBO - Boss – Starz - Game of Thrones – HBO - 2012: Homeland – Showtime - Boardwalk Empire – HBO - Breaking Bad – AMC - Downton Abbey – PBS - The Newsroom – HBO - 2013: Breaking Bad - AMC - Downton Abbey - PBS - The Good Wife - CBS - House of Cards - Netflix - Masters of Sex - Showtime - 2014: The Affair – Showtime - Downton Abbey – PBS - Game of Thrones – HBO - The Good Wife – CBS - House of Cards – Netflix | - 2015: Mr. Robot – USA Network - Empire – Fox - Game of Thrones – HBO - Narcos – Netflix - Outlander – Starz - 2016: The Crown – Netflix - Game of Thrones – HBO - Stranger Things – Netflix - This Is Us – NBC - Westworld – HBO |